# Sympistis ra
Sympistis ra là một loài bướm đêm thuộc họ Noctuidae. Loài này có ở California.
Sải cánh dài khoảng 35 mm.